# Llanbedrog
Llanbedrog est un village et une communauté du Gwynedd, au pays de Galles.

## Géographie
Llanbedrog est situé dans le sud-ouest de la péninsule de Llŷn, à 7 km du centre-ville de Pwllheli.

## Démographie
Au recensement de 2011, la communauté de Llanbedrog comptait 1 002 habitants.